# Inácio Lucas Mwita
Inácio Lucas Mwita (Nacala Porto, 21 de setembro de 1969) é um prelado da Igreja Católica moçambicano, Bispo de Gurué.

## Biografia
Após os estudos primários e secundários em Nacala Porto, Namirôa e Mirrote (1976-1984), continuou a sua formação em Monapo na Escola Missionária Católica Comboniana de São Daniele (1985-1987). Em 1988 estudou no Seminário Preparatório de São Carlos Lwanga em Nampula. Estudou Filosofia no Seminário da Matola (1990-1992) e Teologia no Seminário de Maputo (1993-1996).
Foi ordenado padre no dia 21 de junho de 1998, sendo incardinado na Diocese de Nacala.
Depois da ordenação oficial, ocupou os seguintes cargos: Vigário paroquial da Catedral de Nacala, Assistente espiritual da Legião de Maria, professor de português e história, funcionário do Secretariado diocesano, responsável diocesano pelas vocações e seminaristas (1998-2001). Obteve a Licenciatura em Sagrada Liturgia no Pontifício Ateneu de Santo Anselmo de Roma (2001-2004). Foi também Vigário Paroquial da Catedral de Nacala (2004-2005); Vice-Reitor e Prefeito de Estudos do Seminário Filosófico Santo Agostinho da Matola; Professor de Liturgia no Seminário Teológico de Maputo e no Instituto Superior de Maria Mãe de África(2005-2011); Secretário da Comissão Episcopal para a Liturgia e da Comissão Episcopal para o Clero; Reitor do Seminário Teológico Interdiocesano São Pio X de Maputo (2011-2015); Pároco in solidum de Nossa Senhora da Assunção em Netia (2015-2017). De 2017 até agora é Vigário Geral da Diocese de Nacala, Moderador de São João de Deus e Reitor do Santuário de Nossa Senhora Mãe de África em Alua.
Em 2 de fevereiro de 2021, foi nomeado pelo Papa Francisco como bispo de Gurué. Foi consagrado em 21 de março, na Catedral de Gurué, por Dom Germano Grachane, C.M., bispo-emérito de Nacala, coadjuvado por Dom Lucio Andrice Muandula, bispo de Xai-Xai e por Dom Inácio Saúre, I.M.C., arcebispo de Nampula.